# Lemaître–Tolman-metrik
Lemaître–Tolman-metrik (även Lemaître–Tolman–Bondi-metrik eller Tolmanmetrik) är inom matematisk fysik en sfäriskt symmetrisk lösning till Einsteins fältekvationer som först hittades av Lemaître (1933) och sedan Tolman (1934). Den undersöktes senare av Bondi (1947). Denna lösning beskriver ett sfäriskt moln av damm (ändligt eller oändligt) som expanderar eller kollapsar under gravitation.
Metriken är:
{\displaystyle \mathrm {d} s^{2}=\mathrm {d} t^{2}-{\frac {(R')^{2}}{1+2E}}\mathrm {d} r^{2}-R^{2}\,\mathrm {d} \Omega ^{2}}
där:
{\displaystyle \mathrm {d} \Omega ^{2}=\mathrm {d} \theta ^{2}+\sin ^{2}\theta \,\mathrm {d} \phi ^{2}}
{\displaystyle R=R(t,r)~,~~~~~~~~R'=\partial R/\partial r~,~~~~~~~~E=E(r)>-{\frac {1}{2}}}
Lösningen använder ett koordinatsystem med origo i dammsfärens centrum, vilket innebär att dess 4-hastighet är:
{\displaystyle u^{a}=\delta _{0}^{a}=(1,0,0,0),}
och sfäriska rumskoordinater {\displaystyle (r,\theta ,\phi )} som följer med dammpartiklarna.
Trycket är noll (därav damm), densiteten är
{\displaystyle 8\pi \rho ={\frac {2M'}{R^{2}\,R'}}}
och evolutionsekvationen är
{\displaystyle {\dot {R}}^{2}={\frac {2M}{R}}+2E}
där
{\displaystyle {\dot {R}}=\partial R/\partial t}
Evolutionsekvationen har tre lösningar, beroende på vilket tecken {\displaystyle E} har,
{\displaystyle E>0:~~~~~~~~R={\frac {M}{2E}}(\cosh \eta -1)~,~~~~~~~~(\sinh \eta -\eta )={\frac {(2E)^{3/2}(t-t_{B})}{M}}~;}
{\displaystyle E=0:~~~~~~~~R=\left({\frac {9M(t-t_{B})^{2}}{2}}\right)^{1/3}~;}
{\displaystyle E<0:~~~~~~~~R={\frac {M}{2E}}(1-\cos \eta )~,~~~~~~~~(\eta -\sin \eta )={\frac {(-2E)^{3/2}(t-t_{B})}{M}}~;}
vilka är kända som hyperboliska, paraboliska respektive elliptiska evolutioner.
Betydelserna av de godtyckliga funktionerna, vilka enbart beror på {\displaystyle r}, är:
- {\displaystyle E(r)} – både en lokal geometriparameter och dammpartiklarnas energi per massenhet vid radien {\displaystyle r},
- {\displaystyle M(r)} – gravitationsmassan inom en sfär med radien {\displaystyle r},
- {\displaystyle t_{B}(r)} – tiden för Big Bang för världslinjer med radien {\displaystyle r}.

Specialfall är Schwarzschildmetrik i geodetiska koordinater med {\displaystyle M=} konstant och Friedmann–Lemaître–Robertson–Walker-metrik, exempelvis {\displaystyle E=0~,~~t_{B}=} konstant.